# Кулеши (Житомирская область)
Кулеши́ (укр. Куліші) — село на Украине, находится в Емильчинском районе Житомирской области.
По иследовании Теодоровича Н. И. "Историко-статистическое описание церквей и приходов Волынской епархии", изданному в 1888 году, в Кулешах на то время "перед самым входом в старую совсем обветшавшую церковь – могила и на ней камен. плита, где погребен строитель этой церкви, бывший вместе и первым поселенцем этого села, крестьянина Кулеша, который, как гласит местное предание, дал свое имя и самому селу" 
Пока первое достоверное письменное упоминание о селе относится к 1618 году, когда Захарий Гаевский позывает в суд Рафала Лещинского о взыскании с имений Андреевичи и Кулеши, которые ему заставил ответчик. Из этого документа видно, что Кулеши составляли одно владельческое имение (маеток) с расположенным рядом селом Андреевичи, первое упоминание о котором относится к поборовому реесту Киевского воеводства за 1570 год . По этому реестру Андреевичи относились к Грежанской волости, которой на то время, по заставному праву, владел князь Александр Фридрихович Пронский. Фактическими владельцами Грежанской волости были представители нескольких ветвей рода Сапег, которые в 1545 году отдали имение в заставу киевскому воеводе князю Семену-Фридриху Глебовичу Пронскому. 
Возможно упоминание села и ранее – под другим названием, в частности Сколобовщина, часто употребляемое вместе с Андреевичами, рядом – с 1605 года по 1628 год. А также в описи Звягельсих владений князей Острожских в 1603 году, есть упоминание о землях села Андреевичи, бывшых в заставе у Острожских,  и что интересно, в оригинале о этих землях написано – “Andrzeiowszyżna Kulesż y Chomicż”. Возможно это и есть упоминание первого поселенца села крестьянина Кулеша. Также может иметь отношение к истории села факт, что по поборовому реестру 1570 г. в Грежанах, к которым тогда относилась эта территория,  жил человек по имени Кулеш. 
Важно упомянуть, что Кулеши (вместе с Андреевичами) находились посреди (!) огромных владений князей Острожских в Звягельской волости, но были самостоятельным маетком под управлением своего владельца – тогда и потом в будущем. 
Следующее упоминание о селе относится к 1634 году, когда киевского стольника Константина Хребтовича-Богуринского позывали в суд за неуплату чоповой подати за 1627-28 года, и позов вручили лично в руки в его имении "Кулешов".  Как видно по  "Тарифа подымной подати Киевского воеводства" за 1628  год, пан Константин владел на то время также селами Андреевичами и Сколобовщизна по заставе от своих родствеников Немиричей. Стефан Немирич приобрел Горошковскую (ранее Грежанская) волость в 1625 году у Рафала Лещинского, который был опекуном детей князя Александра Пронского.  После смерти Стефана Немирича в 1630 году, по разделу между братьями, Горошковская волость досталась Юрию Немиричу.
По поборовому реестру 1640 года Томаш Казимирский герба Биберштейн платил подать из сел Андреевичи, Кулеши, Рукавица (Ракавица), Стваринка и Марьянка, которые приобрел в том-же году у Юрия Немирича. Несуществующее сейчас село Рукавица находилось рядом с Кулешами на левом берегу Уборти в сторону Межирички, а также несуществующее сейчас село Стваринка находилось на левом берегу Уборти возле Андриевич. Эти сёла ещё упоминались в средине XVIII века.
В октябре 1646 г. село Кулеши отходят от  Томаша Казимирского, по судебному решению за неуплаченный долг в 8 тыс. злотых, к Миколаю (Шимоновичу) Малынскому герба Порай , а в 1647 году Малынский введен во владение по заставной записи селом Кулеши и находящимися рядом Рукавица и Скваринка.
В 1650 г. в житомирских актовых книгах зарегистрирована присяга подданных Миколая Малынского, что после козацкой войны в Кулишах осталось 35 душ, а в Рукавицах – 10 душ, с которых следует платить подать.  
В 1667 г. Вацлав Малынский, сын Миколая, приобрел заставные имения: Кулеши, Марьянка, Рукавицы, Скваринка в собственность. В 1683 г. по люстрации подымной подати Киевского воеводства в Кулешах у неуказанного по имени Малынского осталось только 7 дымов, с которых он платил подать. В 1686 г. владелец  Кулешов –  Миколай Малынский, сын Вацлава. 
По родословной Малынские владели Кулишами до начала XIX в. – Йозеф-Касантий-Симеон Малынский (род.1784 – ум.1855) в родоводе написан “pan na Kuleszach”. Также в клировой ведомости за 1812 г. на церковные владения указано, что у Кулешовской церкви есть подтверждение на землю от помещика Яна Малинского от 1773 г.. Этот Ян, скорее всего, есть отец Йозефа-Касантия – Ян-Юрий Михаилович Малынский.
Код КОАТУУ — 1821783401. Население по переписи 2001 года составляет 1137 человек. Почтовый индекс — 11243. Телефонный код — . Занимает площадь 3698 км².

## Адрес местного совета
с. Кулеши, ул. Шевченко, 25